# .au
.au è il dominio di primo livello nazionale assegnato all'Australia.
A dicembre 2022 i domini registrati erano oltre 4 milioni.

## Domini di secondo livello
Oltre a domini di secondo livello per scopi specifici, ogni stato e territorio dell'Australia ha un proprio dominio:
- asn.au
- com.au
- csiro.au - Commonwealth Science and Industry Research Organisation
- edu.au
- gov.au
- id.au
- net.au
- org.au
- act.au - Territorio della Capitale Australiana
- nsw.au - Nuovo Galles del Sud
- nt.au - Territorio del Nord
- qld.au - Queensland
- sa.au - Australia Meridionale
- tas.au - Tasmania
- vic.au - Victoria
- wa.au - Australia Occidentale